# Łukasz Simlat
Łukasz Simlat   (Sosnowiec, 11 de desembre de 1977) és un actor polonès. Ha aparegut en més de 60 pel·lícules i programes de televisió des de l'any 2000.

## Trajectòria
Simiat va estudiar a l'institut Emilia Plater de Sosnowiec. Durant dos anys va assistir a l'acadèmia d'actuació Art-Play de Dorota Pomykała i Danuta Owczarek a Katowice. L'any 2000 es va graduar a l' Acadèmia Nacional d'Art Dramàtic de Varsòvia.
Després de graduar-se va començar a treballar al teatre: des del 3 de desembre de 2007 és actor del Teatre Powszechny de Varsòvia i, l'any 2012, gràcies a Agnieszka Glińska, es va convertir en membre de l'equip artístic del Teatre Studio de Varsòvia. Ha aparegut en pel·lícules com W imię... (2013), Fuga (2018), Corpus Christi (2019) i Broad Peak (2022), entre d'altres.